# Parc national de Redwood
Vous lisez un « bon article » labellisé en 2008.
Le parc national de Redwood est un parc national situé aux États-Unis, sur la côte nord de la Californie, entre les localités d'Eureka et de Crescent City. Son nom provient du séquoia à feuilles d'if (« Redwood »), un arbre pouvant dépasser les 100 mètres de haut et vivre plus de 2 000 ans, appelé en anglais California Redwood.
En 1850, la forêt primaire recouvrait plus de 8 100 km2 sur la côte californienne. La région septentrionale de cette forêt, à l'origine peuplée d'Amérindiens, attira de ce fait un grand nombre de bûcherons. De nombreux chercheurs d'or de Californie, déçus que l'or ne soit pas au rendez-vous, se reconvertirent aussi dans la coupe des arbres séculaires pour répondre à la demande importante en provenance de grandes villes comme San Francisco. Dans les années 1920, un organisme de protection dénommé Save-the-Redwoods League favorisa la création de parcs d'État en vue de protéger une partie de ce qui restait de cette forêt primaire. Ces parcs furent nommés Prairie Creek Redwoods, Del Norte Coast Redwoods et Jedediah Smith Redwoods. Le parc national fut quant à lui créé en 1968 alors que 90 % de la forêt primaire de séquoias avait déjà été exploitée.
Le parc national et les trois parcs d'État, gérés en commun depuis 1994 par le National Park Service (NPS) et le California Department of Parks and Recreation (CDPR), couvrent une superficie totale de 534,12 km2 entièrement comprise dans les comtés de Del Norte et de Humboldt. Ensemble, ils abritent 45 % (157,75 km2) des anciennes forêts toujours existantes de séquoias.
Le parc protège également une riche faune et flore indigène, de nombreux cours d'eau et englobe 52 km de côte le long de l'océan Pacifique. L'écosystème abrite un nombre important d'espèces menacées comme le pélican brun, le guillemot marbré, le goujon de mer, le pygargue à tête blanche, le saumon Chinook, la Chouette tachetée et le Lion de mer de Steller. Ces richesses naturelles et culturelles du parc font qu'il a été reconnu patrimoine mondial par l'UNESCO le 5 septembre 1980 et comme aire centrale de la réserve de biosphère California Coast Range le 30 juin 1983.
Dans les forêts de cet ensemble de parcs, ont été tournés de nombreux films comme Star Wars Le Retour du Jedi et en particulier les scènes se déroulant sur la lune forestière d'Endor.

## Géographie

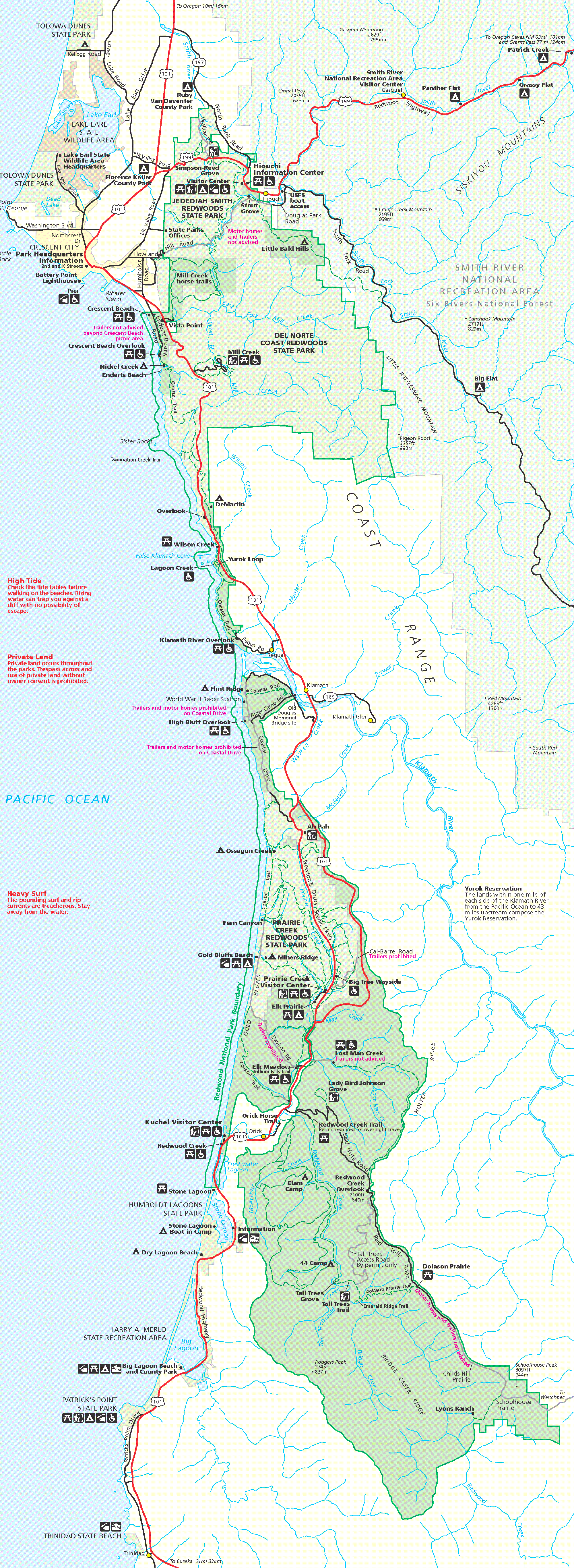
Carte des zones du parc national de Redwood.

Le parc national de Redwood se situe dans une zone peu peuplée au nord de l'État de la Californie non loin de l'État de l'Oregon. Il est localisé sur les territoires des comtés de Del Norte et de Humboldt et se situe à environ 400 km au nord des villes de San Francisco et de Sacramento. La localité la plus proche est la ville de Crescent City qui se situe à la limite nord du parc. Bien que la localité dispose d'un aéroport nommé Jack Macnamara Field (code AITA : CEC), elle possédait moins de 5 000 habitants en 2000. Le parc est long d'environ 85 km du nord au sud alors que sa largeur maximale d'est en ouest est proche de 15 km. Sur sa partie centrale, sa largeur atteint seulement 1 km.

### Relief
L'altitude est nulle au niveau de la zone côtière longeant l'océan Pacifique. Plus à l'est dans le parc, la zone est constituée de collines dont l'altitude peut atteindre 944 m au niveau du Schoolhouse Peak ou 837 m au niveau du Rodgers Peak. Ces montagnes font partie des Chaînes côtières du Pacifique.

### Climat

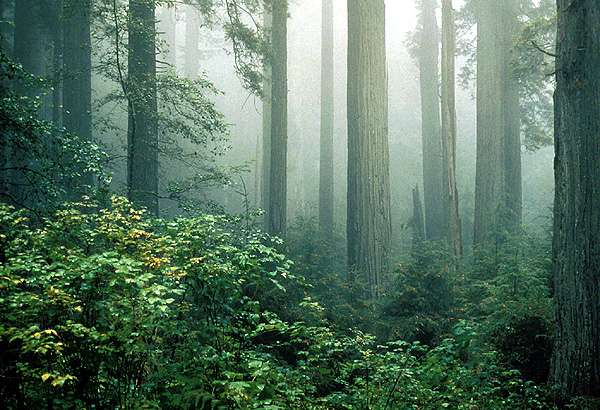
Le brouillard fréquent sur la côte favorise la croissance des séquoias.

Le climat dans le parc national est fortement influencé par l'océan Pacifique. Les températures le long de la côte varient légèrement tout au long de l'année entre 4 et 15 °C. Le climat devient de plus en plus sec et chaud en rentrant dans les terres en été tandis qu'en hiver, il devient de plus en plus froid et sec. Les séquoias sont en général situés dans une bande côtière large de 2 à 4 km. Au-delà de 80 km de l'océan, les séquoias sont totalement remplacés par d'autres arbres.
Dans cette zone tempérée et humidifiée par l'océan, les arbres bénéficient d'une grande quantité d'eau lors des fortes précipitations en hiver. Ces précipitations se concentrent pour la plupart entre le mois d'octobre et le mois d'avril, avec des pointes en décembre et janvier. En revanche, elles sont très rares en juillet et en août. Malgré les faibles pluies estivales, la forêt reste souvent très humide grâce à un brouillard persistant. Les précipitations annuelles varient en fonction de l'emplacement, entre 630 et 3 100 mm.
Il semble d'ailleurs que ce brouillard persistant soit déterminant pour la santé générale de ces arbres géants : il les aide à satisfaire leurs besoins en eau en rafraîchissant l'atmosphère et en diminuant les phénomènes d'évaporation.
Les chutes de neige sont très rares dans la région, même si elle tombe parfois en haut de collines de plus de 450 mètres d'altitude. Même si le parc est situé à une latitude plus au nord que New York, qui connaît des hivers très froids, l'océan Pacifique permet d'éviter les hivers froids.

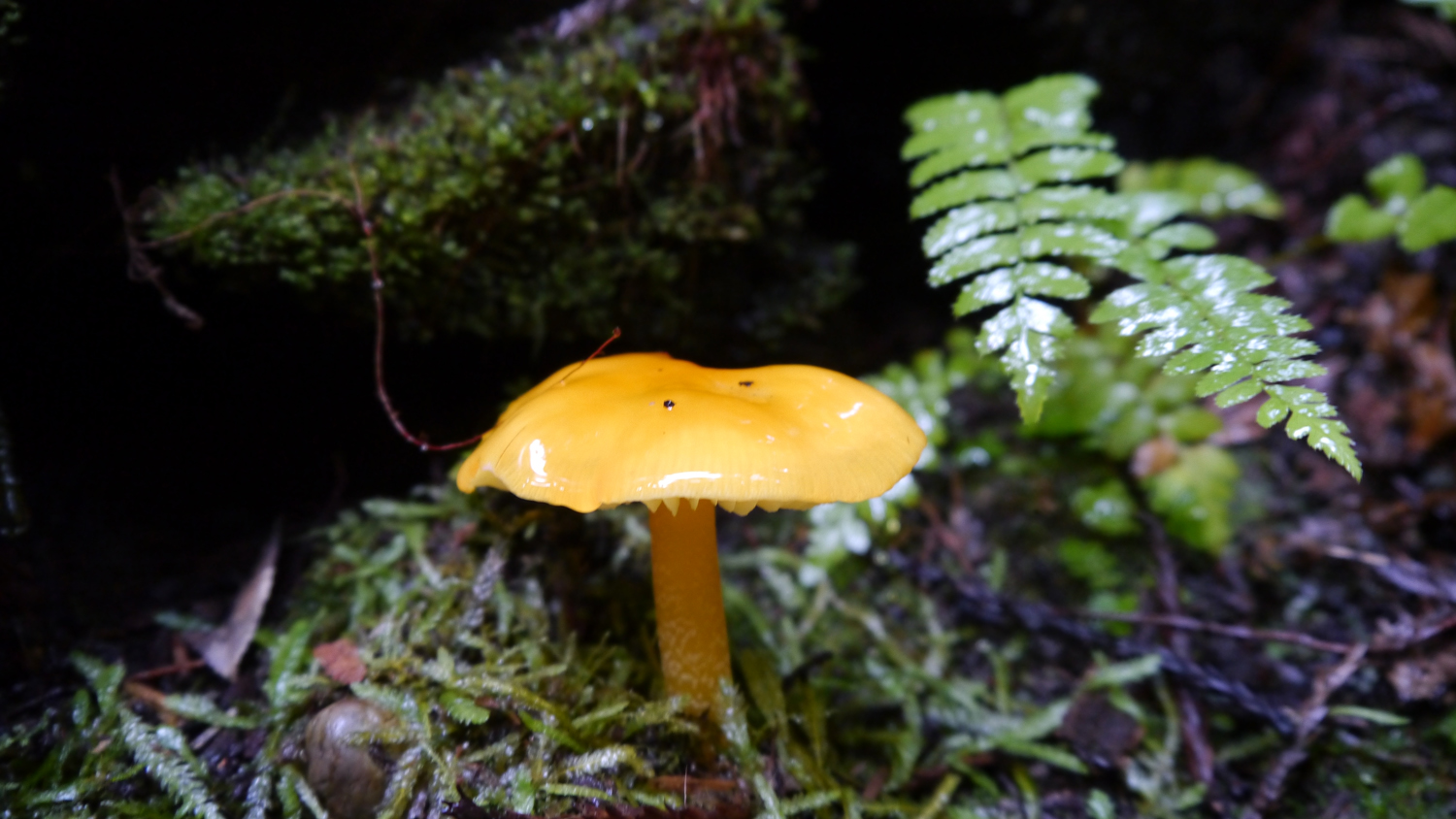
L'humidité élevée toute l'année permet le développement d'un grand nombre de plantes et de champignons dans les sous-bois.

| Mois                                                 | Janv  | Fév   | Mars  | Avr   | Mai  | Juin | Juil | Août | Sept | Oct   | Nov   | Déc   | Année   |
| ---------------------------------------------------- | ----- | ----- | ----- | ----- | ---- | ---- | ---- | ---- | ---- | ----- | ----- | ----- | ------- |
| Températures maximales moyennes (°C)                 | 11,3  | 13,1  | 14,1  | 15,3  | 17,2 | 18,8 | 20,4 | 21,0 | 21,6 | 18,8  | 14,2  | 11,2  | 16,4    |
| Températures minimales moyennes (°C)                 | 2,7   | 3,5   | 3,6   | 4,1   | 5,8  | 7,9  | 9,2  | 9,4  | 8,0  | 6,2   | 4,7   | 3,1   | 5,7     |
| Moyennes mensuelles de précipitations (mm)           | 297,4 | 246,6 | 234,4 | 127,2 | 83,1 | 31,2 | 7,1  | 16,2 | 38,6 | 127,3 | 249,7 | 298,4 | 1 757,7 |
| Moyennes mensuelles de précipitations neigeuses (cm) | 1,0   | 0,25  | 0,0   | 0,0   | 0,0  | 0,0  | 0,0  | 0,0  | 0,0  | 0,0   | 0,0   | 0,25  | 1,5     |

### Hydrographie
Le parc est parcouru par le fleuve Klamath et le fleuve Smith. Cependant, le fleuve Klamath n'est présent dans le parc qu'au niveau de son estuaire car il coupe le parc en son centre à son endroit le plus étroit. De son côté, le fleuve Smith n'est présent qu'au nord du parc sur environ 10 km.
Le parc est également parcouru au sud par le Redwood Creek. Le bassin hydrographique de ce cours d'eau est à 41 % situé au sein du parc national. Toutes les eaux de ces trois cours d'eau se jettent dans l'océan Pacifique.

## Géologie
La côte nord de la Californie, qui englobe le parc national et les zones côtières proches, est la zone sismique la plus active des États-Unis. De fréquents tremblements de terre de faible importance se produisent dans la région que ce soit sur la terre ferme ou sous l'océan Pacifique. Ceux-ci ont toutefois été à l'origine de glissements de terrain et ont favorisé l'érosion des terres superficielles. Le lieu est à la jonction des trois plaques tectoniques que sont la plaque nord-américaine, la plaque pacifique et la plaque Gorda. Ce point de jonction, dénommé Cap Mendocino, est situé à seulement 160 km au sud-ouest du parc. 

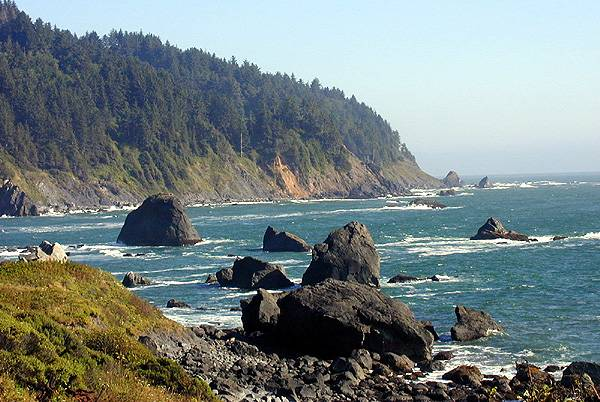
Le littoral du parc.

Durant les années 1990, plus de neuf tremblements de terre d'une magnitude supérieure à 6 sur l'échelle de Richter ont ainsi été recensés le long de la zone de failles géologiques. Le risque de séisme important dans la région est permanent.
Les autorités du parc s'assurent par ailleurs que les visiteurs soient informés des risques et diverses informations sont proposées à travers le parc. La crainte du phénomène de tsunami est ainsi mise en avant et les visiteurs des régions littorales sont avertis qu'en cas de séisme, ceux-ci doivent se réfugier sur les collines élevées de l'arrière-pays.
La majorité des roches du parc font partie de la formation géologique du gradient franciscain. Ces roches sédimentaires, à l'origine sous les eaux de l'océan, furent surélevées par les mouvements des plaques tectoniques il y a plusieurs millions d'années. Les roches sont ainsi constituées de sables et de schistes. On trouve également des roches métamorphiques en plus faible proportion telles que du silex et des roches volcaniques.
La plupart de ces roches sont facilement érodées et sont visibles le long de la côte et dans les gorges creusées par les rivières. Datant en général des époques du Crétacé et du Jurassique, elles ont été déformées par le mouvement des plaques tectoniques. Par endroits, les rivières ont créé de larges dépôts de roches érodées. On trouve également dans la partie nord du parc, une grande zone constituée de roches datant du Quaternaire et du Tertiaire (Holocène, Pléistocène…) .

### Flore

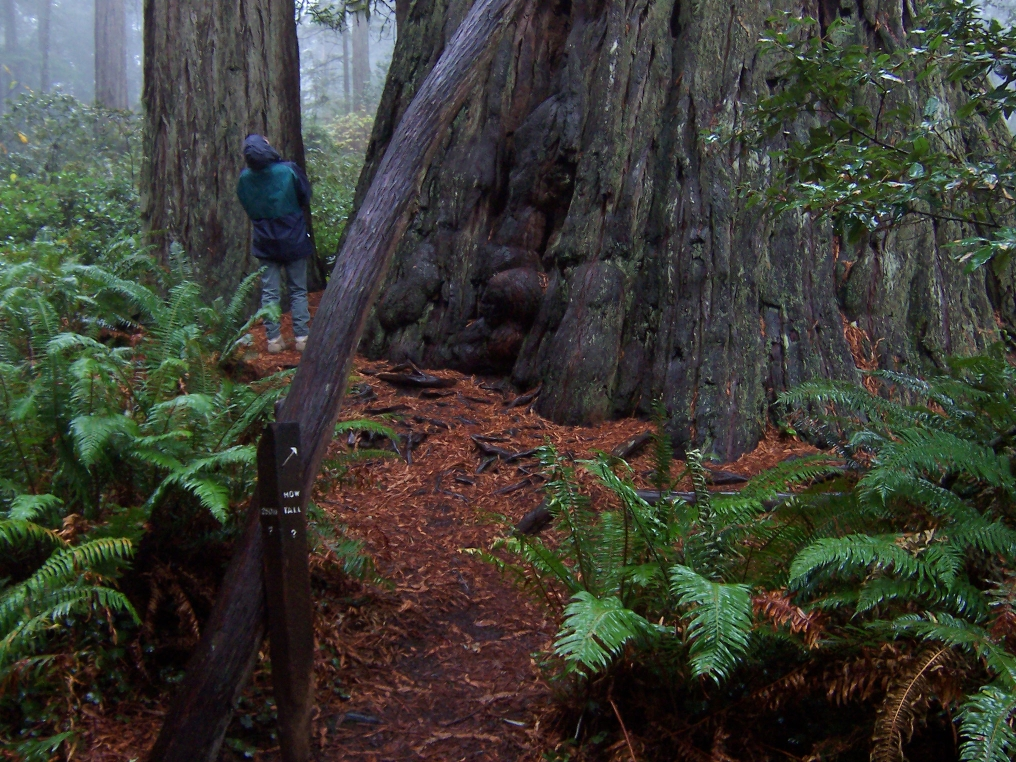
Touriste contemplant un vieux séquoia.

On estime que la forêt primaire de séquoias couvrait autrefois le littoral de la Californie du Nord sur une superficie d'environ 810 000 hectares. Actuellement il n'en reste que 34 000 hectares, soit 4 % de la forêt originelle. Les parcs naturels en préservent environ 45 %. Les séquoias à feuilles d'if, présents sur la côte jusqu'en Oregon, sont proches des séquoias géants qui poussent dans le centre de la Californie, en particulier dans la chaîne de la Sierra Nevada. En revanche, ils sont assez différents du Métaséquoïa qui vit en Chine dans le Sichuan et l'Hubei.
Les séquoias à feuilles d'if font partie des plus grands arbres de la planète. Le record de hauteur est détenu par un arbre baptisé « Hyperion », du nom d'un titan de la mythologie grecque, qui mesure 115,5 mètres de hauteur,. Il fut découvert pendant l'été 2006 par Chris Atkins et Michael Taylor. D'autres spécimens dépassent les 100 mètres de hauteur, tels le « Grand Arbre » (Tall Tree) qui se situe à Prairie Creek (112,11 mètres). Le plus gros séquoia est le « Géant du Nord » (Del Norte Giant), qui pousse dans le Del Norte Redwoods State Park : son volume atteint 1 044 m3.
Les séquoias vivent en moyenne 600 ans mais certains atteignent 2 000 ans, ce qui range ces arbres dans la catégorie des êtres vivants ayant la plus grande longévité sur la planète. Cette durée de vie exceptionnelle est due à leur résistance aux maladies et aux incendies. Ces arbres bénéficient d'une écorce protectrice et d'une forte teneur en tanin. Ils préfèrent les endroits abrités, poussent sur les pentes des collines et près des cours d'eau. Ils profitent de l'humidité apportée par l'océan Pacifique et le courant de Californie sous forme de brouillard. Ils développent un important réseau de racines qui leur permettent de s'élever très haut. Il arrive qu'en cas de sécheresse, le haut des séquoias meurt, sans que le reste de l'arbre ne dépérisse. Des troncs secondaires, appelés réitérations, peuvent produire un autre individu à partir du même arbre.
Près de l'océan se trouve une zone tampon composée de dunes sans arbre. On y trouve des petites plantes comme Lathyrus littoralis et Fragaria chiloensis, le célèbre fraisier du Chili. Ensuite, on trouve une autre bande généralement composée d'épicéas de Sitka. Ces arbres résistent en effet au vent fort et au sel marin. Ces deux zones stoppent le sel marin ce qui permet aux autres arbres de grandir à l'abri plus à l'intérieur des terres. On trouve ainsi à l'écart des vents le séquoia à feuilles d'if et le sapin de Douglas (jusque 90 mètres de hauteur) qui constituent l'essentiel de la forêt primaire.
D'autres arbres peuplent le parc national de Redwood. On trouve Lithocarpus densiflorus, parfois appelé « chêne à tan » au Québec, dont les feuilles sont persistantes. D'autres espèces y poussent, telles que Arbutus menziesii (espèce cousine de l'arbousier), l'érable à grandes feuilles, le laurier de Californie ou l'aulne rouge (Alnus rubra).
Au niveau du sol, sous les grands arbres, on rencontre également des arbustes à baies (des espèces d'airelles, de ronces, framboisiers, etc.) mais aussi le lysichiton américain. Rhododendron macrophyllum (un rhododendron de Californie) et Rhododendron occidentale fleurissent dans le parc, en particulier dans la forêt primaire. Une fougère, Polystichum munitum, s'épanouit près des sources et dans le Fern Canyon (Prairie Creek Redwoods State Park). Il s'agit de la plante la plus commune du sous-bois avec Oxalis oregana.
En altitude, où il fait plus sec et où les séquoias deviennent plus rares, vivent le chêne des canyons (Quercus chrysolepis) et le pin de Jeffrey (Pinus jeffreyi) en plus du sapin de Douglas, de l'espèce d'arbousier et du chêne à tan.

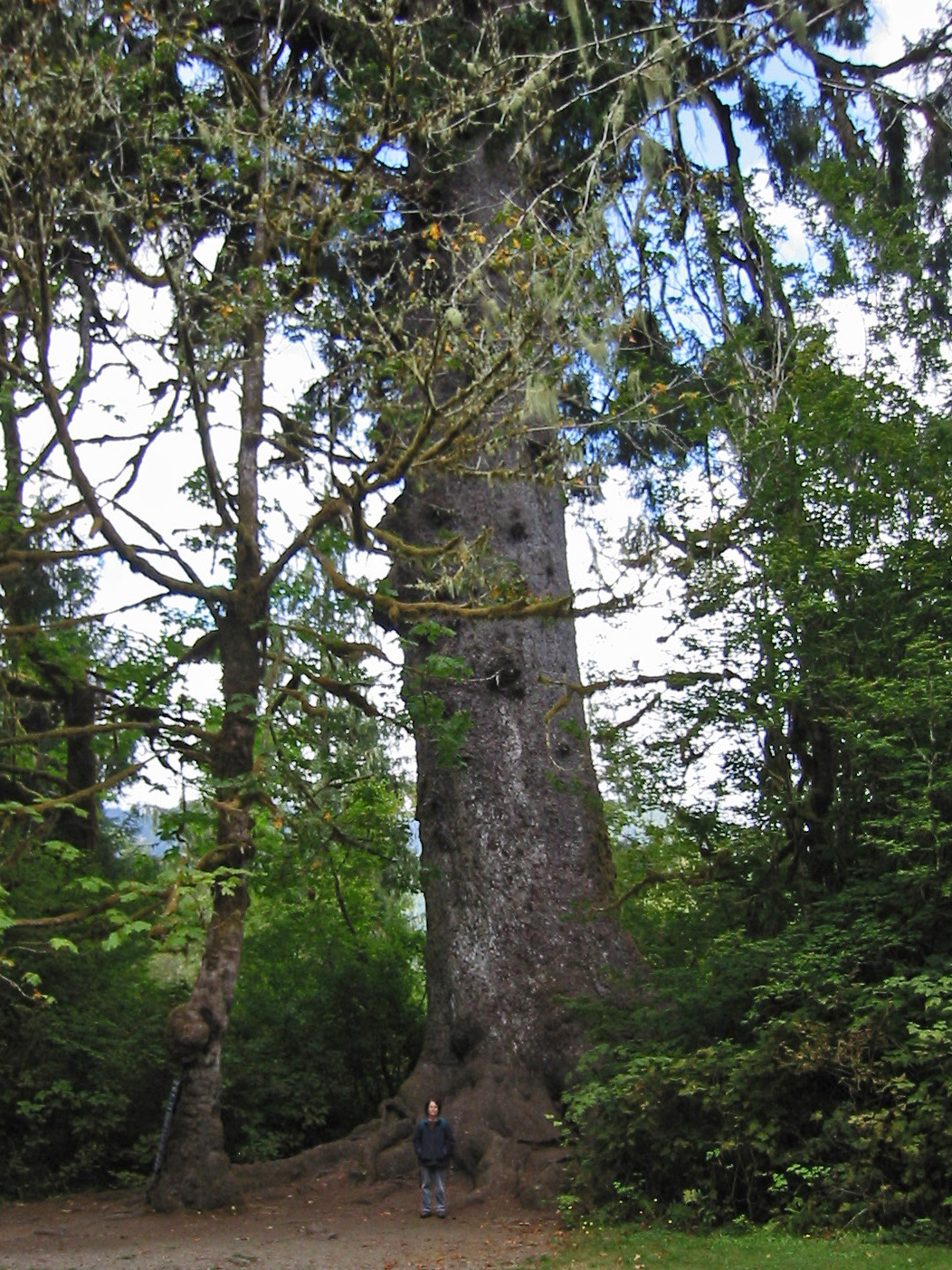
Épicéa de Sitka apprécie les régions océaniques.
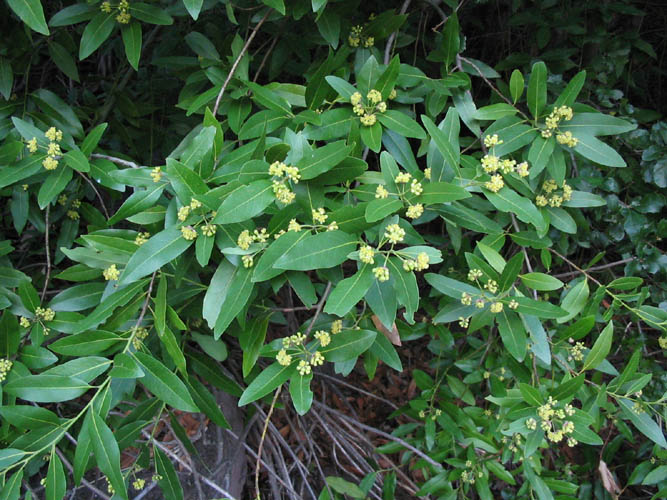
Laurier de Californie.
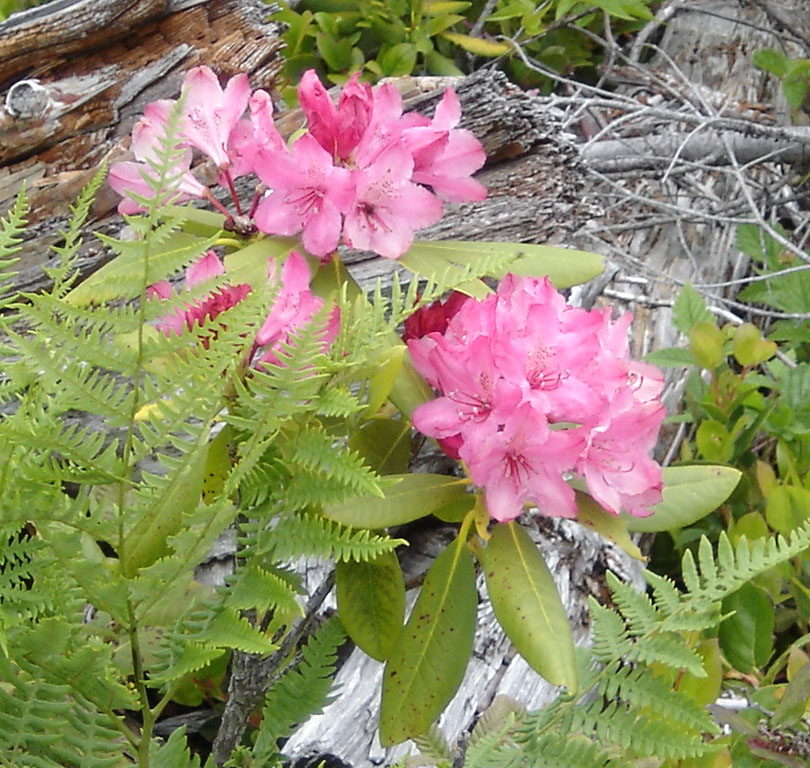
Rhododendron de Californie.
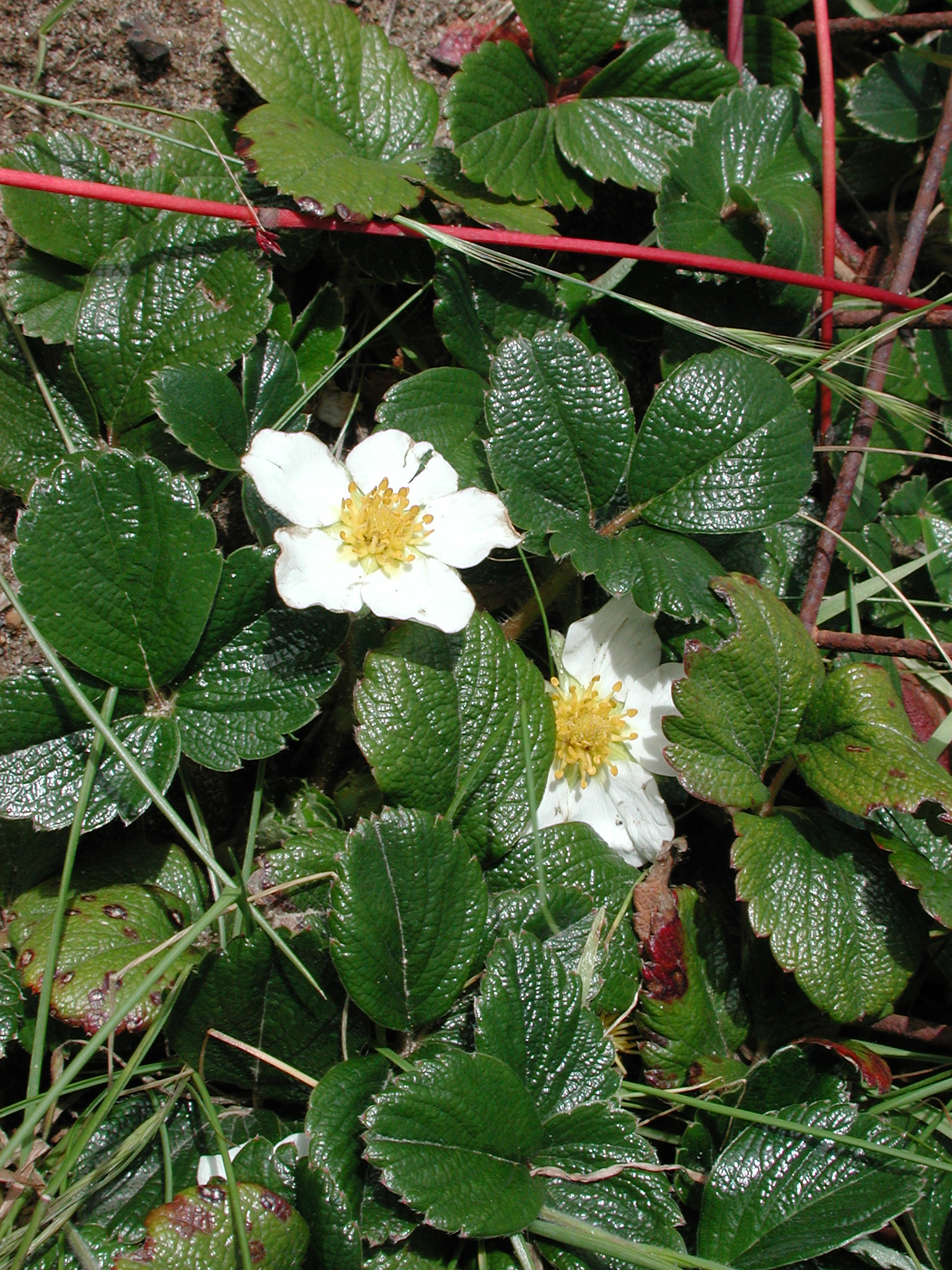
Fragaria chiloensis, le fraisier du Chili.

### Faune

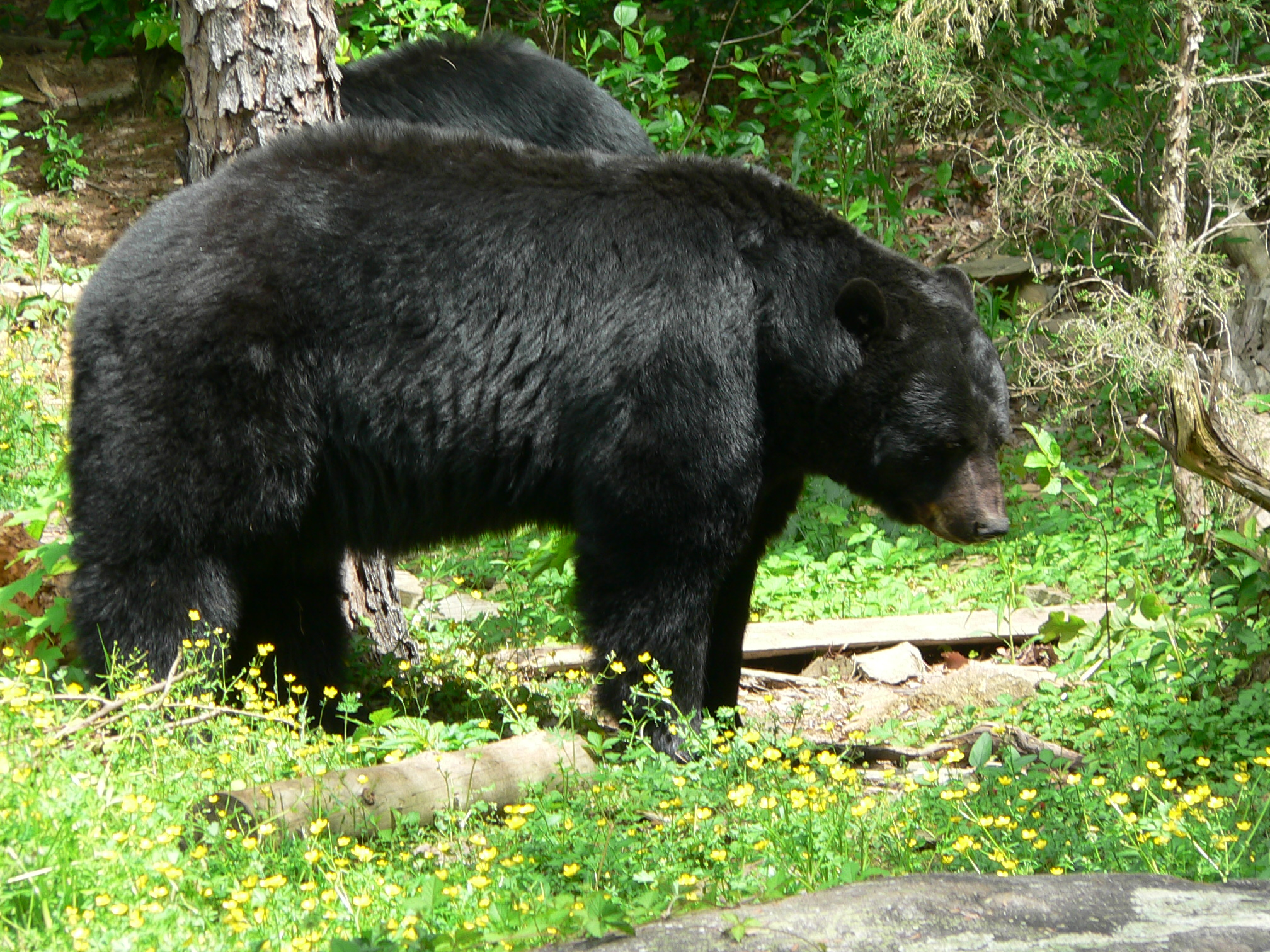
Un ours noir.

Le parc national de Redwood protège plusieurs espèces menacées d'extinction : le pélican brun (Pelecanus occidentalis), le goujon de mer (Eucyclogobius newberryi), le pygargue à tête blanche, le guillemot marbré, le saumon chinook (Oncorhynchus tshawytscha), la chouette tachetée, ou le lion de mer de Steller.
Seuls les Indiens sont autorisés à pêcher le saumon avec des filets. Au printemps, il leur arrive de faire jusqu'à 70 prises par jour. Les pêcheurs côtiers blancs, soumis à de sévères quotas, souhaitent l'abolition de ce privilège. Il a pourtant des limites : les Indiens ne peuvent pas vendre les produits de leur pêche. Ils fument le poisson qui assure leur subsistance pendant l'hiver.

#### Mammifères
Plus de 40 espèces de mammifères sont recensées dans le parc naturel, parmi lesquelles l'ours noir, le puma, le lynx, le castor, la loutre de rivière, le daim, le coyote, le cerf hémione, le cerf élaphe et le wapiti. Sur le rivage, l'otarie de Californie et le phoque commun se reposent souvent sur les plages ou sur les îles rocheuses qui parsèment le littoral. On peut également apercevoir au loin le dauphin commun à bec court et la baleine grise dans l'océan Pacifique. De petits mammifères vivent dans les  arbres : c'est le cas des écureuils (en particulier l'écureuil de Douglas et le grand polatouche) et des chauves-souris comme le Eptesicus fuscus.

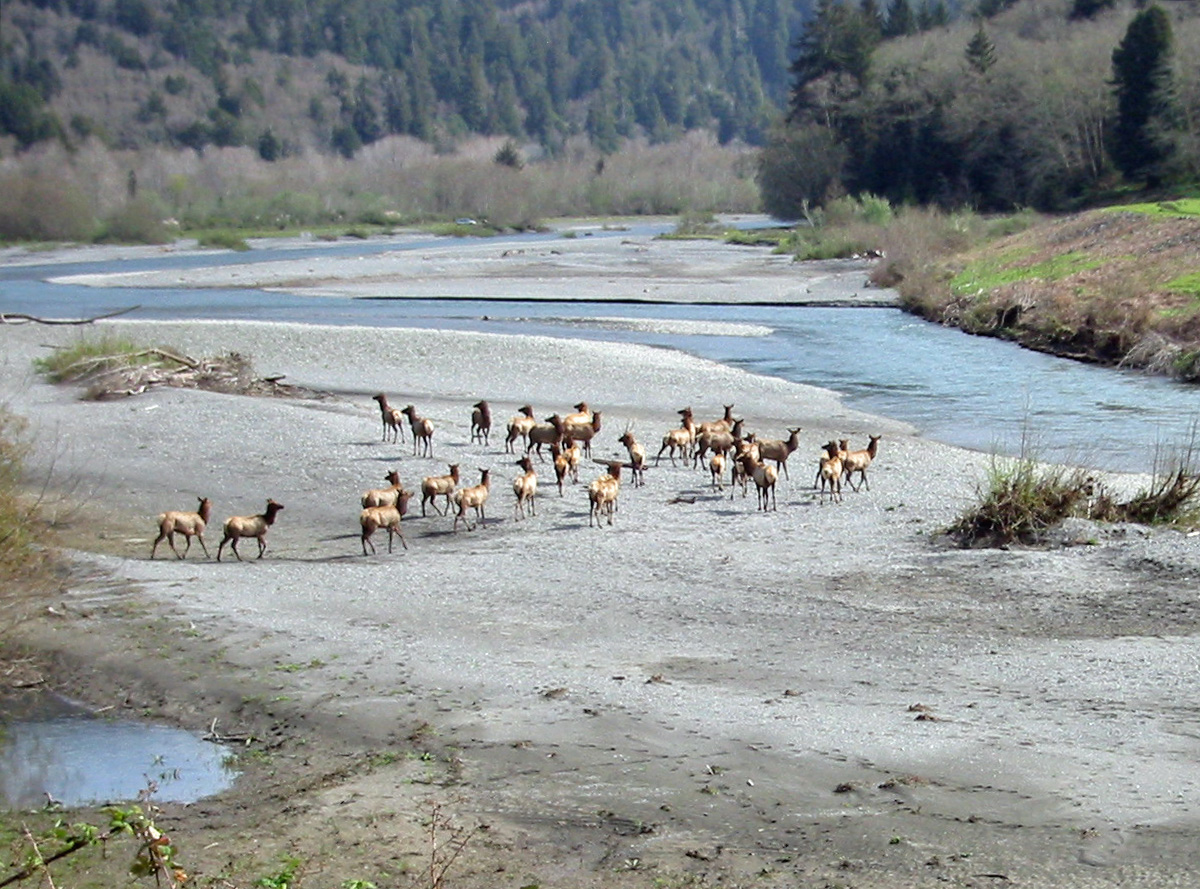
Cerf élaphe.
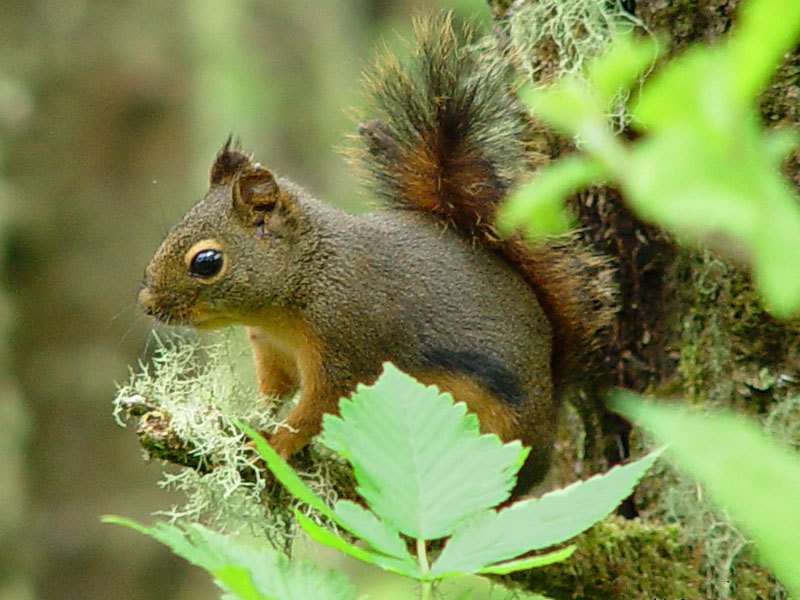
Écureuil de Douglas.
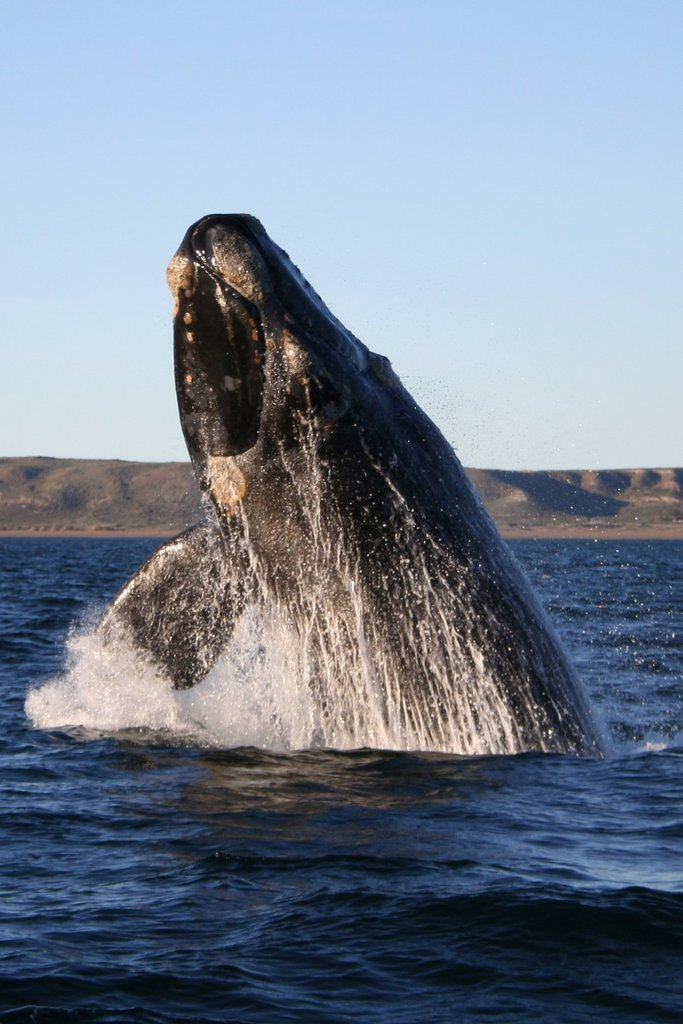
Baleine grise.
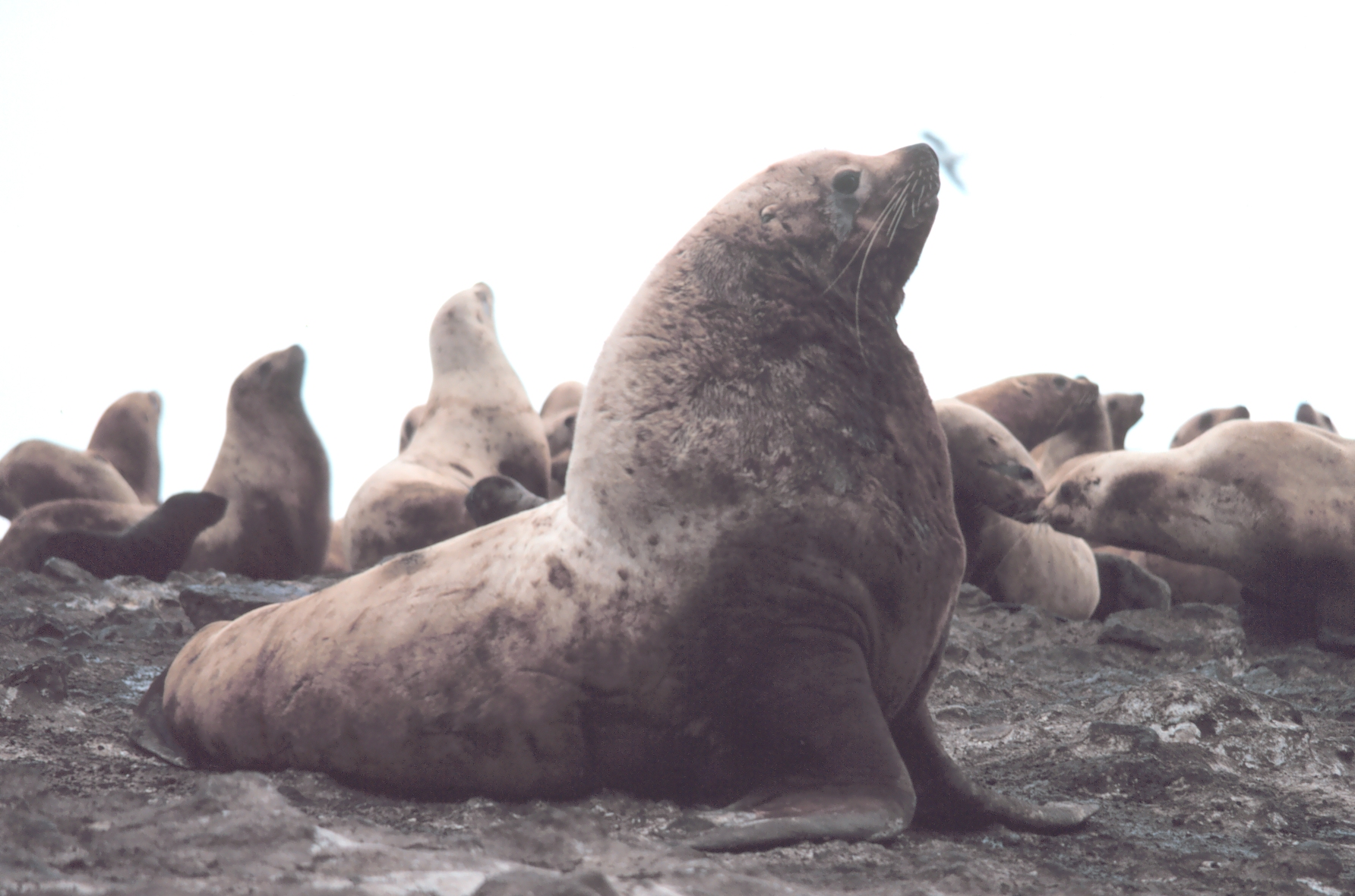
Lion de mer de Steller.

#### Oiseaux
Le pélican brun et le cormoran à aigrettes fréquentent les falaises le long de la côte, alors que le goéland est présent jusqu'à l'intérieur des terres. Au niveau de l'océan et des plages vivent également le guillemot de Troïl, l'huîtrier de Bachman, le guillemot colombin, le pluvier kildir, le bécasseau d'Alaska, le goéland d'Audubon, le bécasseau sanderling, le chevalier semipalmé et la macreuse à front blanc. Près des cours d'eau vivent la harle bièvre, le balbuzard pêcheur, la buse à épaulettes, le grand Héron et le martin-pêcheur d'Amérique. 
Dans les forêts vivent la mésange à dos marron, le troglodyte mignon, le geai de Steller et la chouette tachetée. Finalement, les prairies accueillent la buse à queue rousse, le colibri d'Allen, le moucherolle noir, la cama brune et le bruant chanteur.

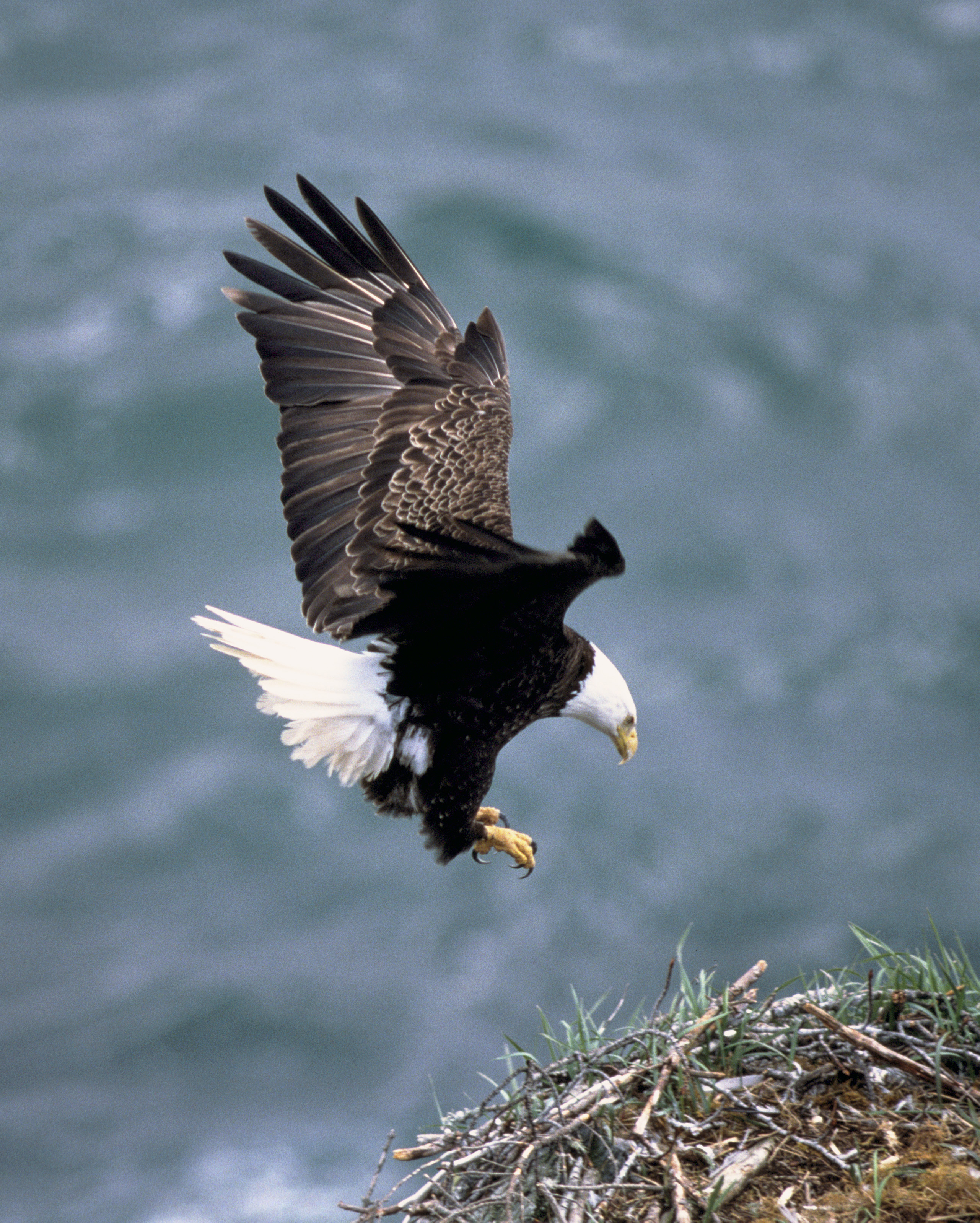
Pygargue à tête blanche.
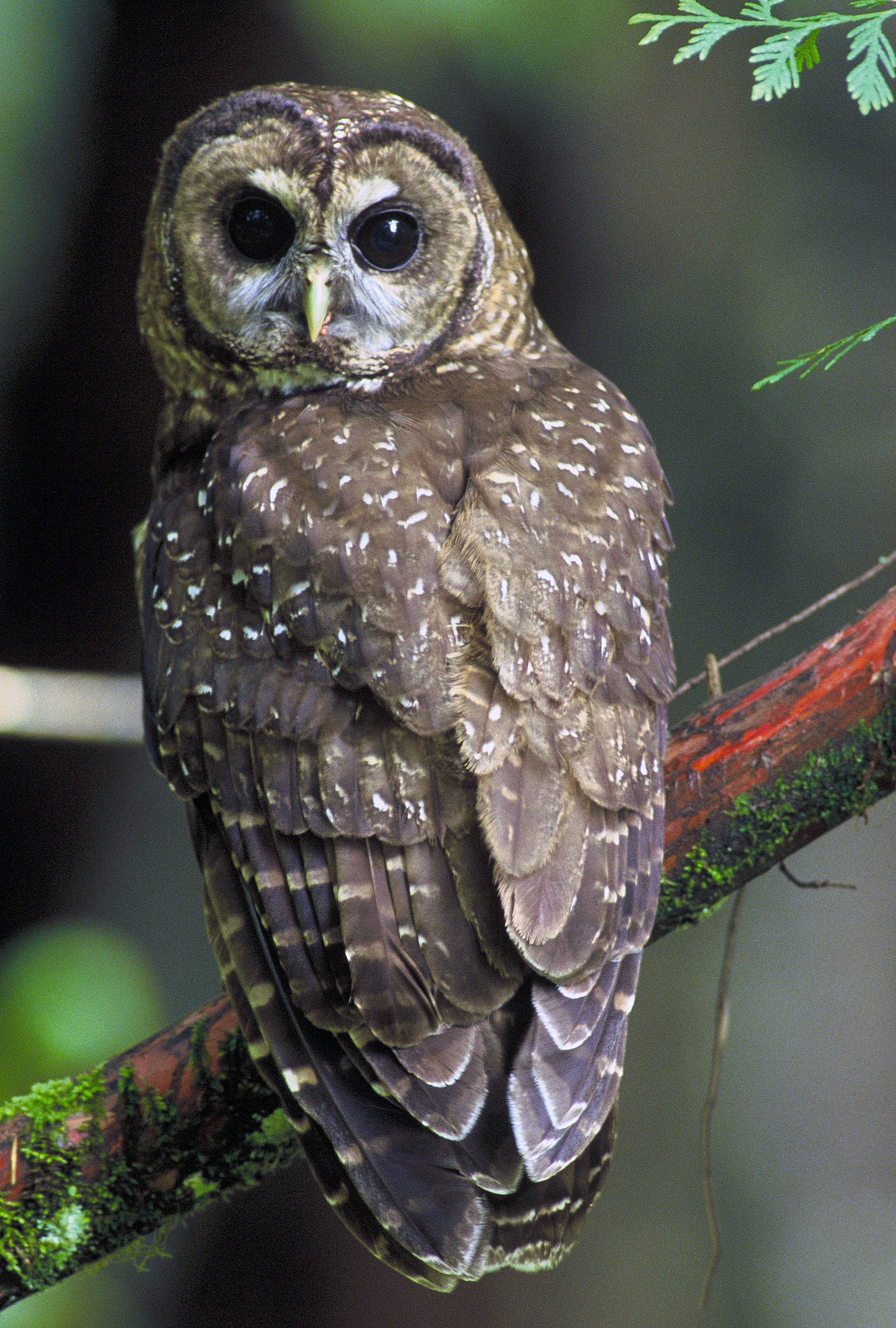
Chouette tachetée.
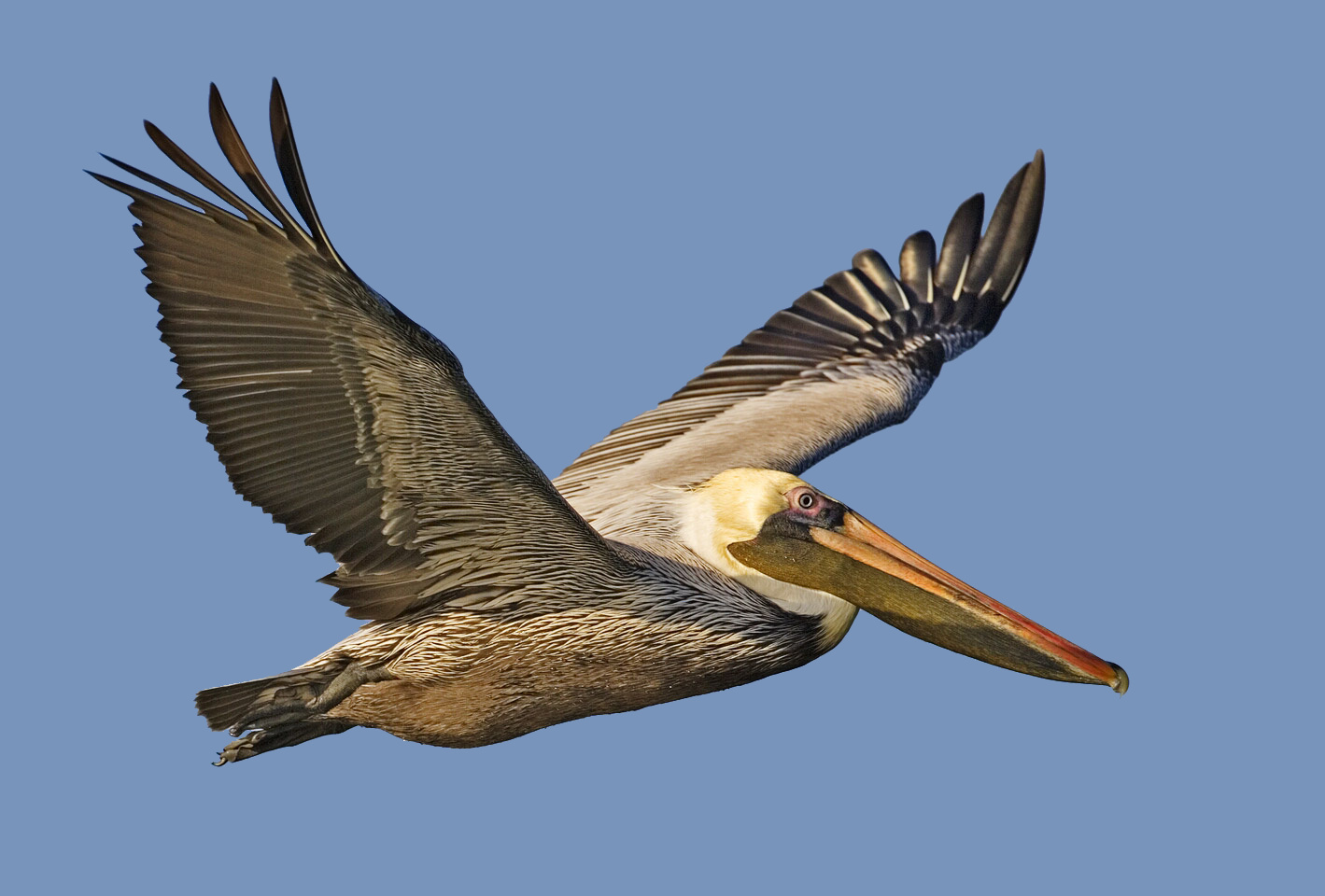
Pélican brun.
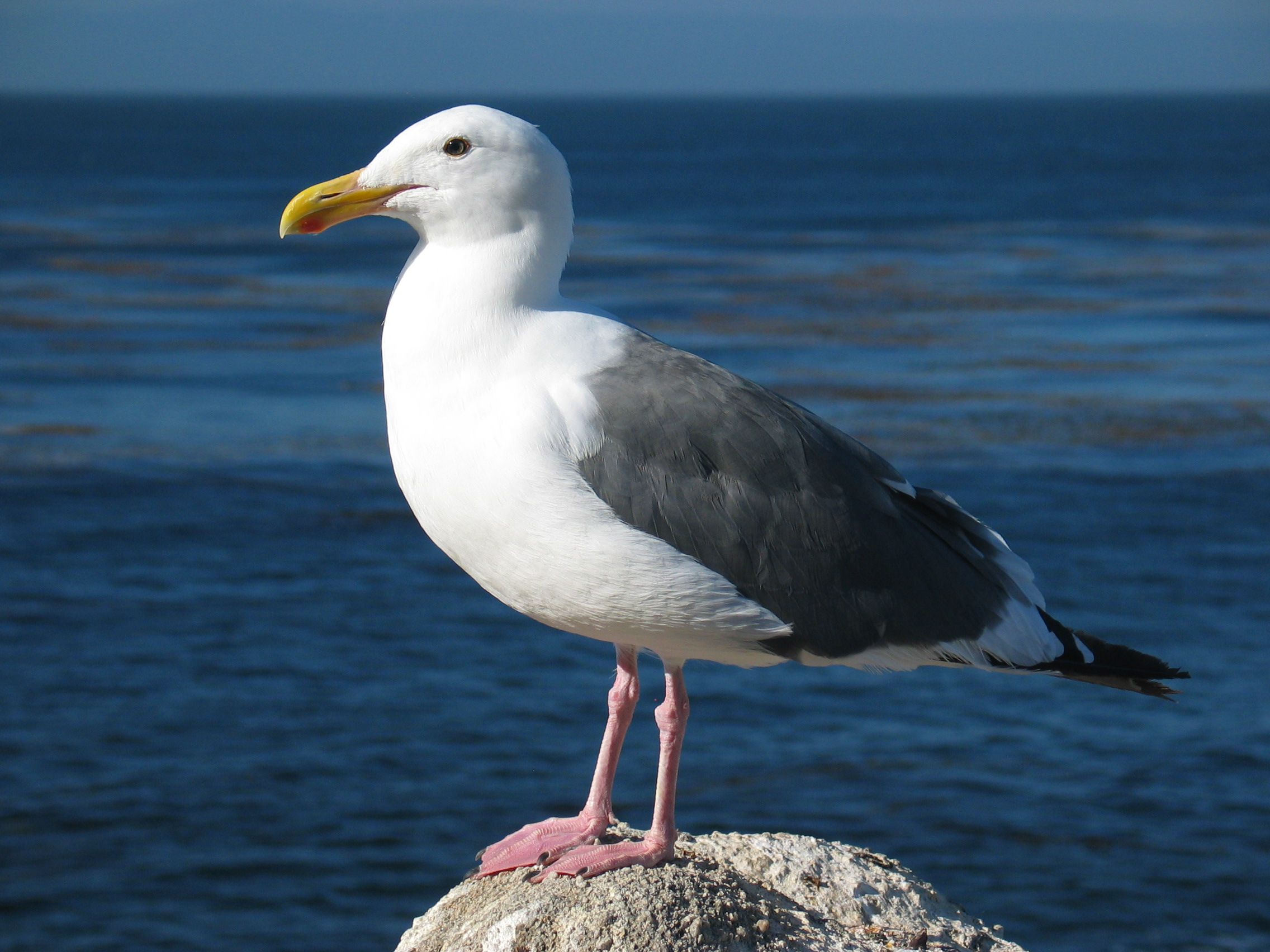
Goéland d'Audubon.

#### Poissons et reptiles
La famille des reptiles et d'amphibiens comprend la couleuvre à collier, les salamandres (Batrachoseps attenuatus, Dicamptodon ensatus et Taricha granulosa), la grenouille à pattes rouges, le crapaud boréal et le lézard des palissades. Les cours d'eau sont le terrain de chasse de plusieurs poissons comme le saumon Chinook, le saumon Coho, la truite arc-en-ciel.
Les fonds marins sont habités par différents mollusques et crustacés mais aussi par des anémones de mer comme la Anthopleura xanthogrammica.

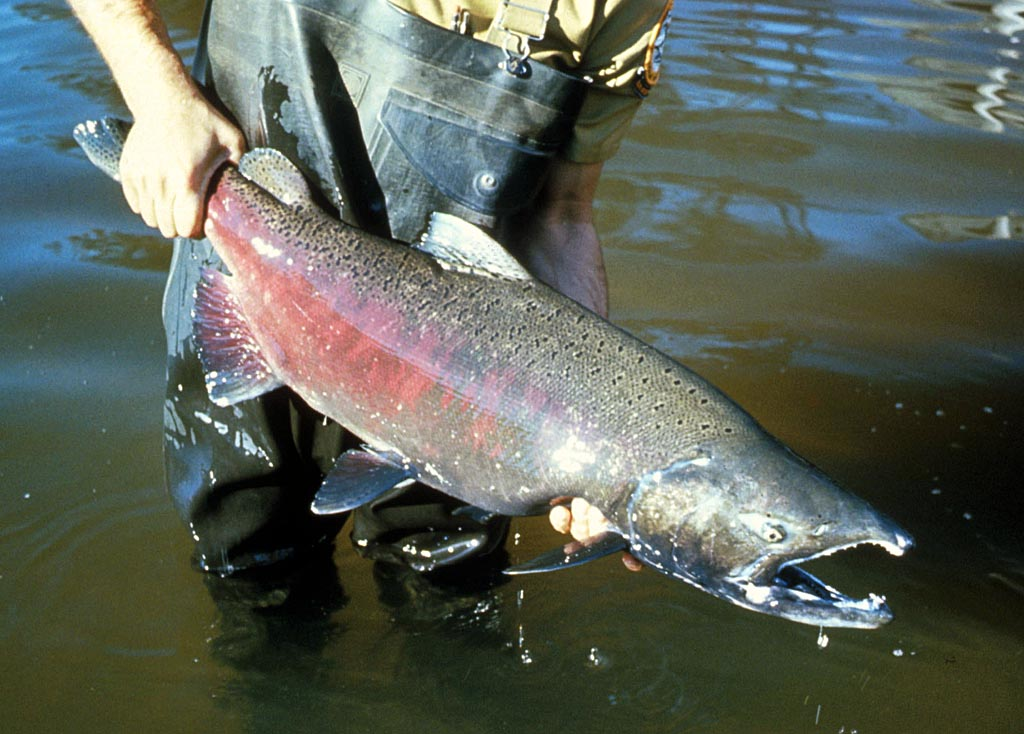
Saumon Chinook.
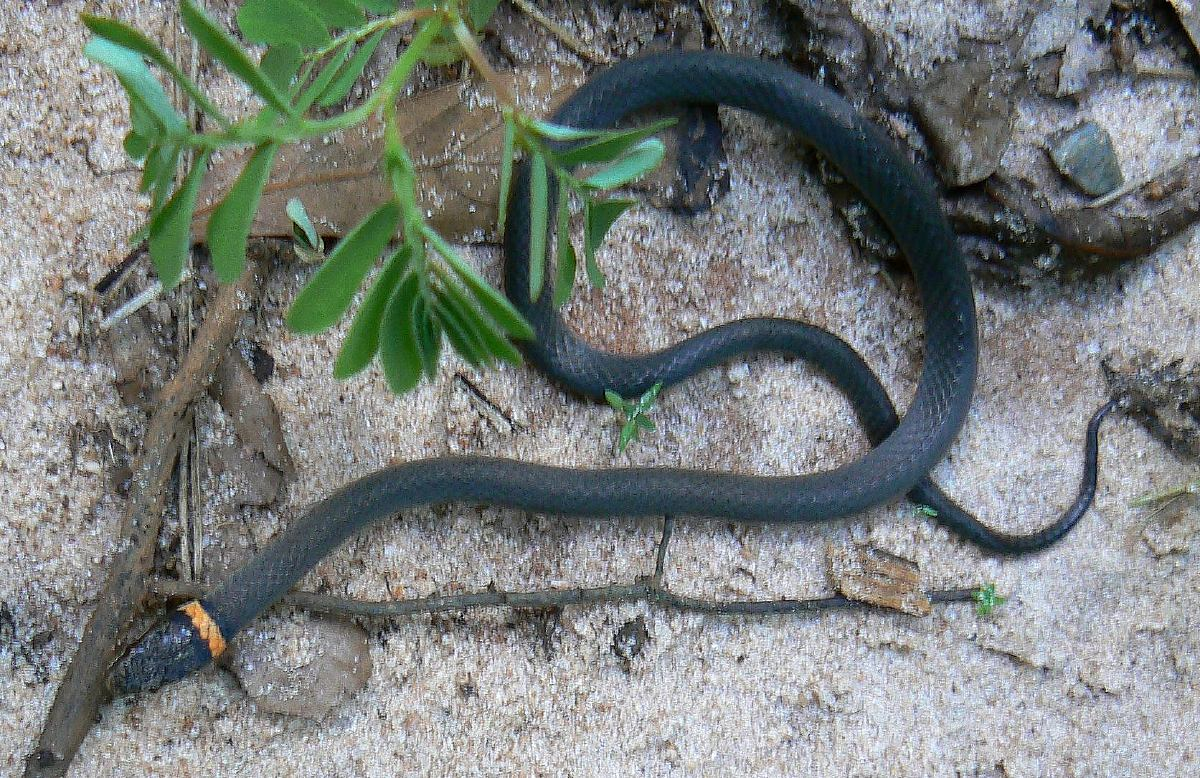
Couleuvre à collier.
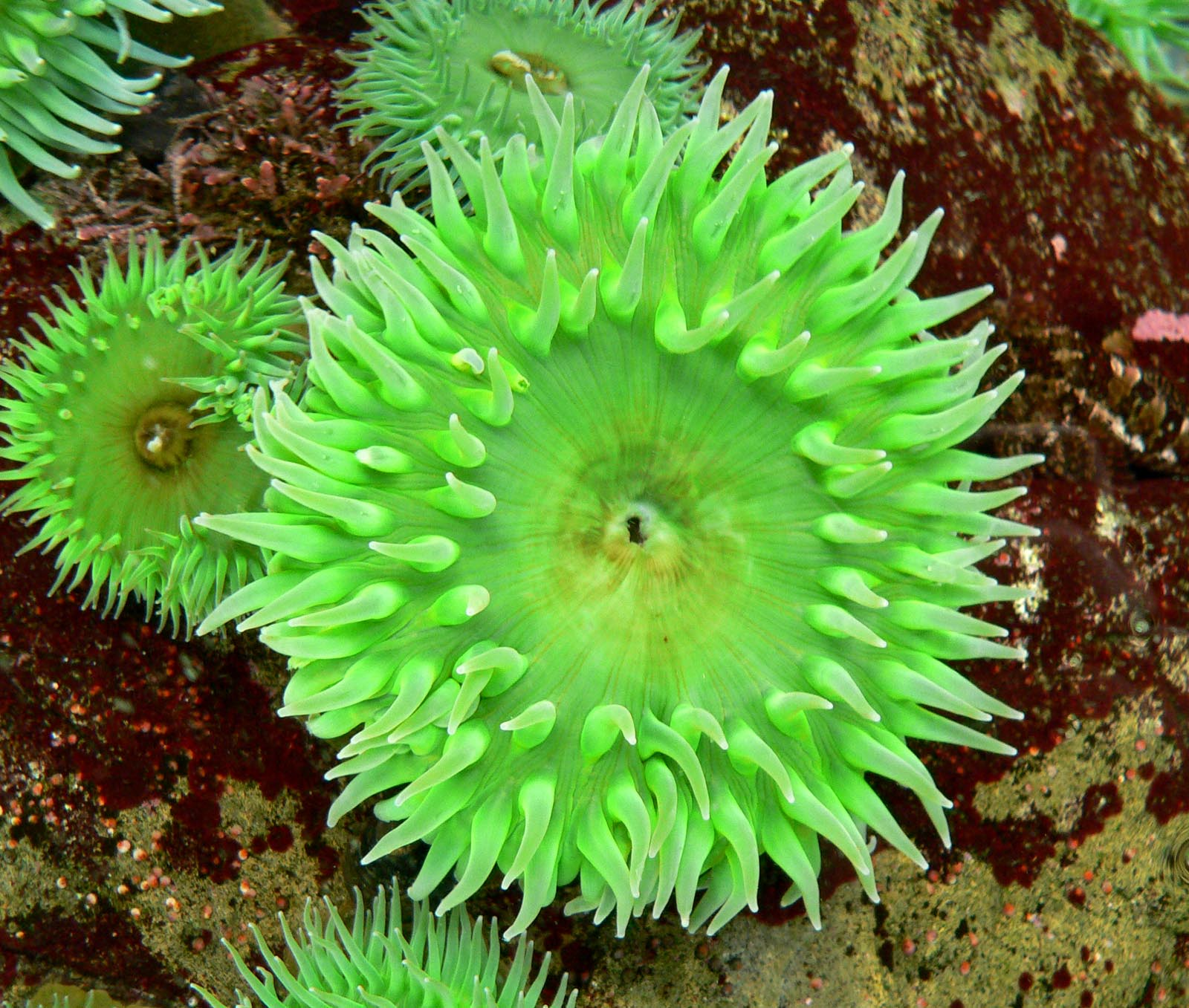
Anthopleura xanthogrammica.

### Incendies
Les feux de forêts naturels font partie intégrante de la vie des écosystèmes. Dans de nombreux cas, la nature s'est adaptée et l'absence de ceux-ci peut parfois devenir problématique. Les feux éliminent en effet les plantes mortes et différents débris tout en enrichissant le sol en nutriments dont se nourrissent ensuite les différents organismes. Avant l'arrivée des européens, des feux se produisaient au gré des intempéries de la région (orages...). À partir de 1850, les feux furent combattus par les colons fraîchement arrivés d'Europe par l'intérêt économique suscité par le bois des forêts mais aussi en vue de protéger les nouveaux habitants des forêts.
Les bûcherons de la région essayaient de combattre les incendies à la source pour éviter que ceux-ci ne prennent une trop grande ampleur. Cela modifia tout le mécanisme naturel habituel. C'est seulement à partir des années 1970 que des recherches indiquèrent que la forêt avait besoin des incendies. Des incendies provoqués et maîtrisés par l'Homme furent alors organisés. Dans les parcs de la région, un plan de gestion des incendies est ainsi d'application depuis cette époque. Le National Interagency Fire Center fournit également une aide en hommes et en équipements en cas d'incendies non maîtrisables par les équipes locales.
Dans les parcs, les feux sont également employés pour protéger la flore endémique des prairies de l'invasion d'espèces invasives et pour éviter que ces zones ne soient gagnées par la forêt. Les prairies sont en effet une zone importante pour l'alimentation du gibier comme les cerfs. La biodiversité est par la même occasion préservée. L'épaisse écorce des séquoias permet à ceux-ci de mieux résister aux incendies tout en voyant les espèces concurrentes détruites dans le feu.

## Histoire

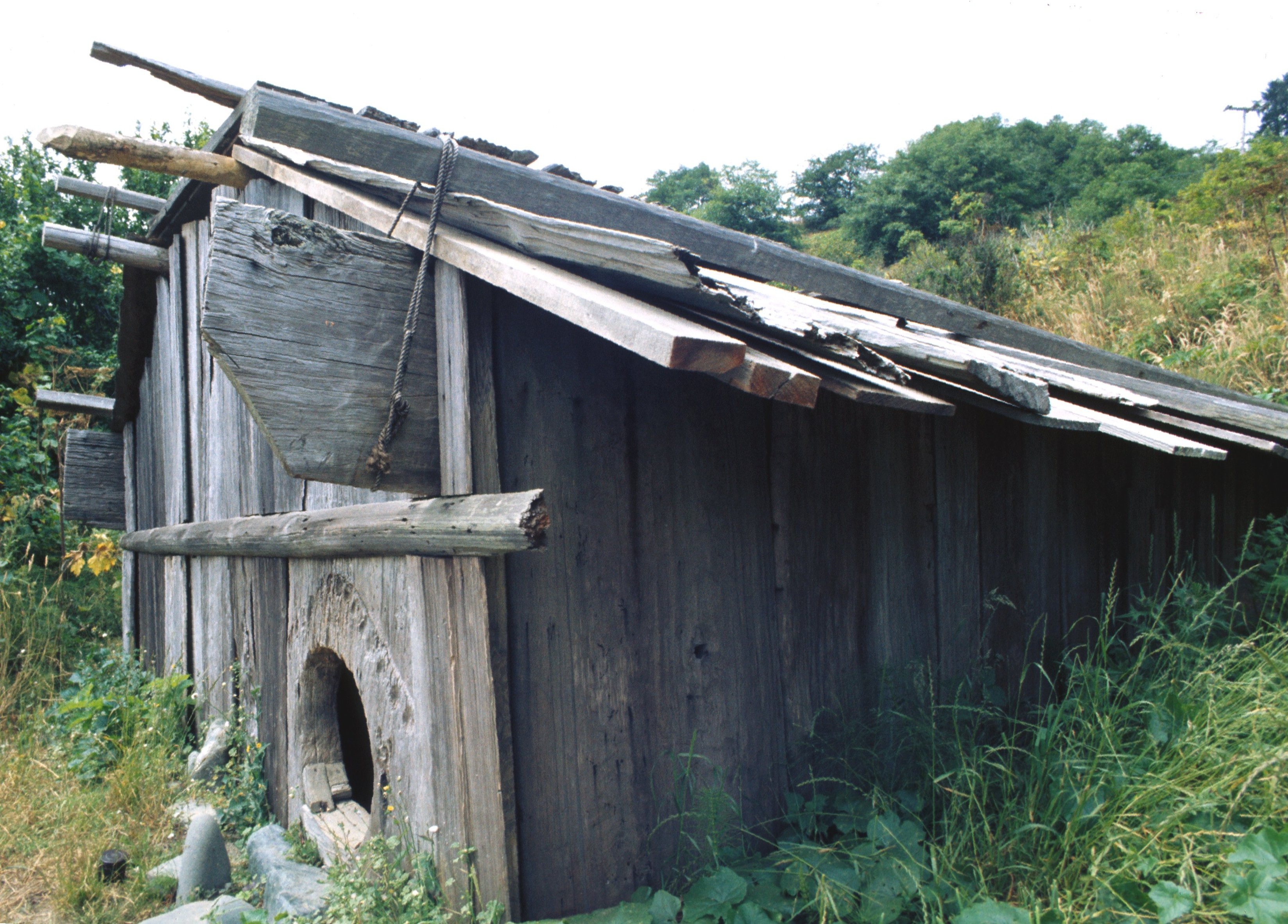
Reconstitution d'une habitation traditionnelle Yurok en planches de séquoia.

Avant l'arrivée des premiers Européens, la forêt primaire occupe environ 800 000 hectares du littoral de la Californie du Nord. La région est alors habitée par des tribus amérindiennes (Yurok, Tolowa, Shasta, Karuk, Chilula, Wiyot) depuis plus de 3 000 ans. Ceux-ci se nourrissent de gibiers, de poissons en provenance de l'océan et des rivières mais aussi de graines, de fruits et de baies de la forêt. Ces populations sont spirituellement attachées à la nature. Les habitations étaient faites de planches provenant de séquoias déracinés.
Le recensement de 1852 indique que les Yuroks sont les plus nombreux, avec 2 500 personnes reparties en 55 villages. Ils utilisent le bois de séquoia qu'ils débitent facilement en planches pour aménager des huttes ou des embarcations.
À partir du XVIe siècle, les explorateurs espagnols, russes et anglais fréquentent le littoral près de l'actuel parc et pratiquent la traite des fourrures d'otaries avec les Amérindiens. Jusqu'à l'arrivée de Jedediah Smith en 1828, aucun Européen n'a exploré l'intérieur de cette région du nord de la Californie.

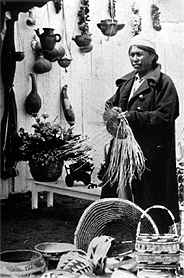
Une femme de la tribu Yurok

Au milieu du XIXe siècle, une ruée vers l'or provoque l'afflux de mineurs et de bûcherons qui commencent à déboiser. Le métal précieux est découvert à Trinity Creek et son exploitation bouleverse la région. Les Amérindiens sont chassés et parfois massacrés,. Vers 1895, seul un tiers des Yuroks a survécu aux maladies et aux violences. En 1919, tous les membres de la tribu Chilula ont été assimilés à d'autres groupes ou bien ont tout simplement été tués. Le bois des séquoias sert alors à construire les cabanes des mineurs qui pour certains, deviendront bûcherons à la fin de la ruée vers l'or.
En 1911, le représentant de la Californie à la Chambre des États-Unis John E. Raker est le premier homme politique à proposer la création d'un parc national pour préserver les forêts de séquoias. Mais il ne trouve aucun soutien à Washington. L'achèvement de la Route littorale 101 permet aux paléontologues Madison Grant, John C. Merriam et Henry Fairfield Osborn de parcourir la région et de prendre conscience de l'urgence de protéger les séquoias. Ceux-ci fondent la ligue de protection des séquoias (en anglais Save-the-Redwoods League) avec Frederick Russell Burnham en 1918. Dans les années 1920, la déforestation est dénoncée par cette organisation de défense de la nature, qui réussit à préserver diverses zones forestières. 
Lorsque la Californie crée un système de parcs d'État en 1927, la commission crée les trois parcs d'État dénommés Prairie Creek Redwoods, Del Norte Coast Redwoods, et Jedediah Smith Redwoods. Un quatrième parc d'État dénommé Humboldt Redwoods, le plus important, est également créé bien que celui-ci ne fasse toujours pas partie du système des parcs nationaux.

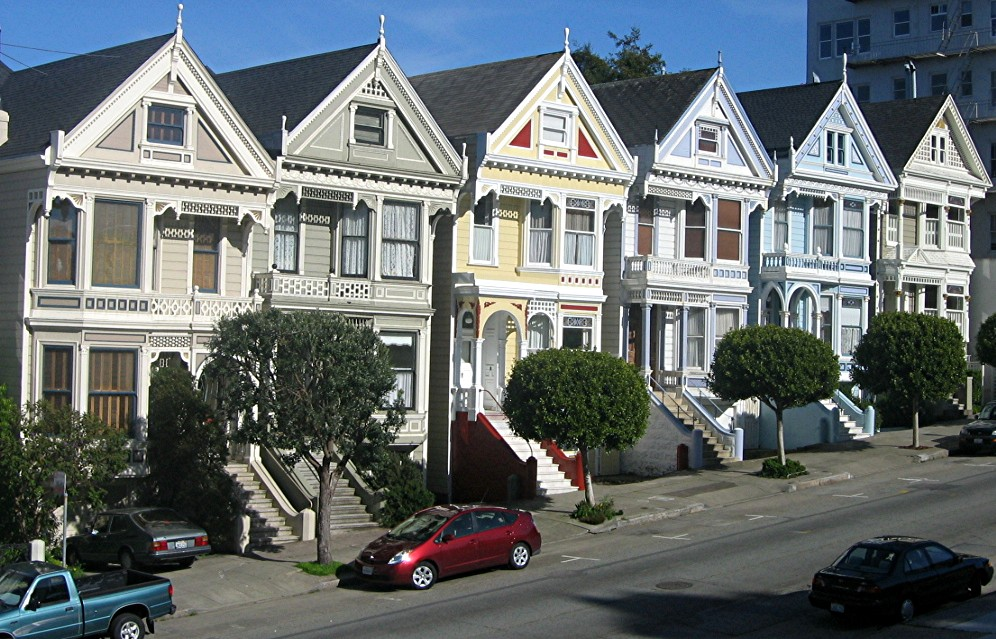
Les maisons de San Francisco ont été construites en bois de séquoia à la fin du XIXe siècle.

En raison de la forte demande de bois engendrée par la Seconde Guerre mondiale puis par l'urbanisation des années 1950, la création d'un parc national est reportée. Les efforts conjugués de la ligue de protection des séquoias, du Sierra Club et de la National Geographic Society aboutissent finalement dans les années 1960. À cette époque, 90 % de la forêt primaire de séquoias a déjà été exploitée. Sous la pression des lobbies écologistes auprès du Congrès, une loi est adoptée en vue de créer le parc national de Redwood. Le texte est signé par le président Lyndon Johnson le 2 octobre 1968. L'aire protégée s'agrandit de 40 000 hectares grâce à la politique d'acquisition de la ligue de protection des séquoias. En 1978, le parc gagne encore 19 000 hectares mais seul un cinquième de ces terres sont couvertes de forêts primaires, le reste ayant déjà été reboisé par des essences d'arbres non indigènes. En 1994, le National Park Service et le California Department of Parks and Recreation décident de fédérer le parc national avec les trois parcs d'État, inaugurant ainsi un dispositif unique aux États-Unis de cogestion.
Le 5 septembre 1980, les Nations unies décident d'inscrire le parc national sur la liste du patrimoine mondial de l'humanité. Le parc national de Redwood est ainsi reconnu pour ses trésors naturels mais aussi pour son patrimoine préhistorique. Enfin, le parc fait partie de la région des chaînes côtières du Pacifique de Californie, qui constitue une réserve de biosphère reconnue par l'UNESCO le 30 juin 1983.

## Gestion et administration

Logo du National Park Service.

Les parcs sont gérés conjointement par le National Park Service, une agence fédérale du Département de l'Intérieur des États-Unis, et par le California Department of Parks and Recreation. Le budget annuel du parc national s'élevait en 2005 à 7 251 000 dollars.
Le parc national, qui emploie environ 100 employés permanents et 75 temporaires, se fait aider par de nombreux travailleurs bénévoles. Le budget des trois autres parcs d'État s'élevait quant à lui en 2003 à 1 096 248 dollars ce qui représente 17 employés permanents et 30 employés temporaires.
Les deux organismes travaillent dans l'optique de protéger l'écosystème particulier du parc mais aussi sa richesse culturelle. La forêt primaire des terres ajoutées aux parcs en 1978 avait déjà été exploitée et des efforts pour restaurer celle-ci ont été entrepris depuis. Les anciennes routes d'exploitation forestière ont ainsi été supprimées pour redonner un caractère originel à la zone. Dans ces zones, de nombreuses espèces non indigènes avaient néanmoins été replantées par les compagnies forestières. 
Les zones côtières, recouvertes de dunes et de prairies, ont été envahies par des espèces exotiques à cause de la suppression des incendies jusque dans les années 1980. Un plan de gestion des incendies a depuis été mis en place pour permettre le retour de l'état originel grâce à des feux contrôlés. Des morceaux de la forêt primaire sont encore aujourd'hui séparés des zones forestières principales. Il faudra encore de nombreuses années et de nombreux efforts financiers pour que ces zones soient à nouveau rattachées entre elles à cause de la pousse lente des séquoias.
Quelques anciennes routes d'exploitation forestière ont été transformées en routes touristiques. Les fonds du budget servent également à entretenir et à améliorer la sécurité de ces voies. Diverses installations comme des centres d'information et des bâtiments pour le personnel expliquent également le montant du budget.
Le personnel surveille la qualité de l'air et de l'eau dans le parc, contrôle les espèces menacées et travaille également en collaboration avec le personnel du California Coastal National Monument qui est géré par le Bureau of Land Management. Le quartier général du service du parc est localisé dans la localité proche de Crescent City. L'économie de la région proche du parc a longtemps été portée par l'économie de l'exploitation forestière. Actuellement, la zone vit largement des retombées touristiques du parc. L'économie de la région fonctionne également grâce aux institutions publiques qui gèrent le parc mais aussi de la construction, de la pêche, de l'agriculture et de l'élevage.

## Tourisme

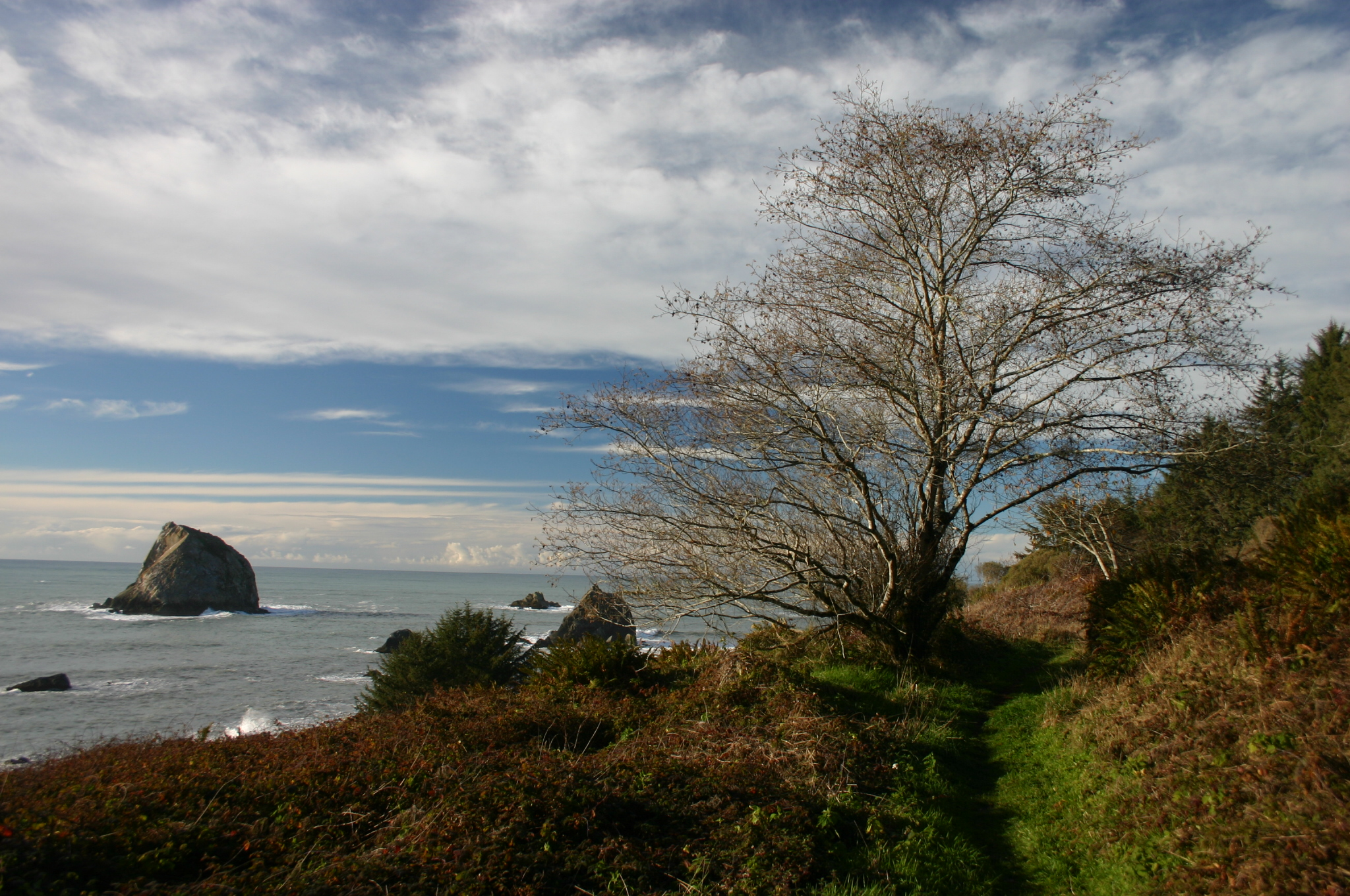
Le long du sentier littoral Coastal Trail.

Il n'existe pas d'hôtel ou de lieu de villégiature à l'intérieur du parc. Le logement proposé aux touristes se situe essentiellement dans les localités avoisinantes de Crescent City au nord, de Arcata et Eureka au sud. Le parc est situé à mi-chemin entre San Francisco au sud et Portland au nord. Ces villes sont desservies par des aéroports internationaux. Un aéroport (code AITA : CEC) de plus petite taille est également présent à Crescent City et permet d'éviter le trajet de 500 km par rapport aux deux grandes villes. Le parc est traversé du nord au sud par la U.S. Route 101. À proximité du parc se trouve la zone récréative de Smith River National Recreation Area qui fait partie de la forêt nationale de Six Rivers. Le parc dispose de cinq centres pour accueillir les visiteurs. Les centres proposent des randonnées guidées et de nombreuses aires de pique-nique sont accessibles par véhicules à travers le parc.
Il est possible de camper dans le parc. Les campements sont parfois accessibles par la route dans les parties du parc appartenant à l'État de Californie. Par contre, l'accès aux campements dans les zones appartenant au gouvernement fédéral n'est possible que par la marche. On trouve ainsi les campements de Mill Creek, de Jedediah Smith qui disposent à eux deux de 251 emplacements. Le campement de Prairie Creek en possède 75 tandis que celui de Bluffs Beach en a juste 25. Le camping est uniquement autorisé par achat d'un permis et seulement aux endroits définis.

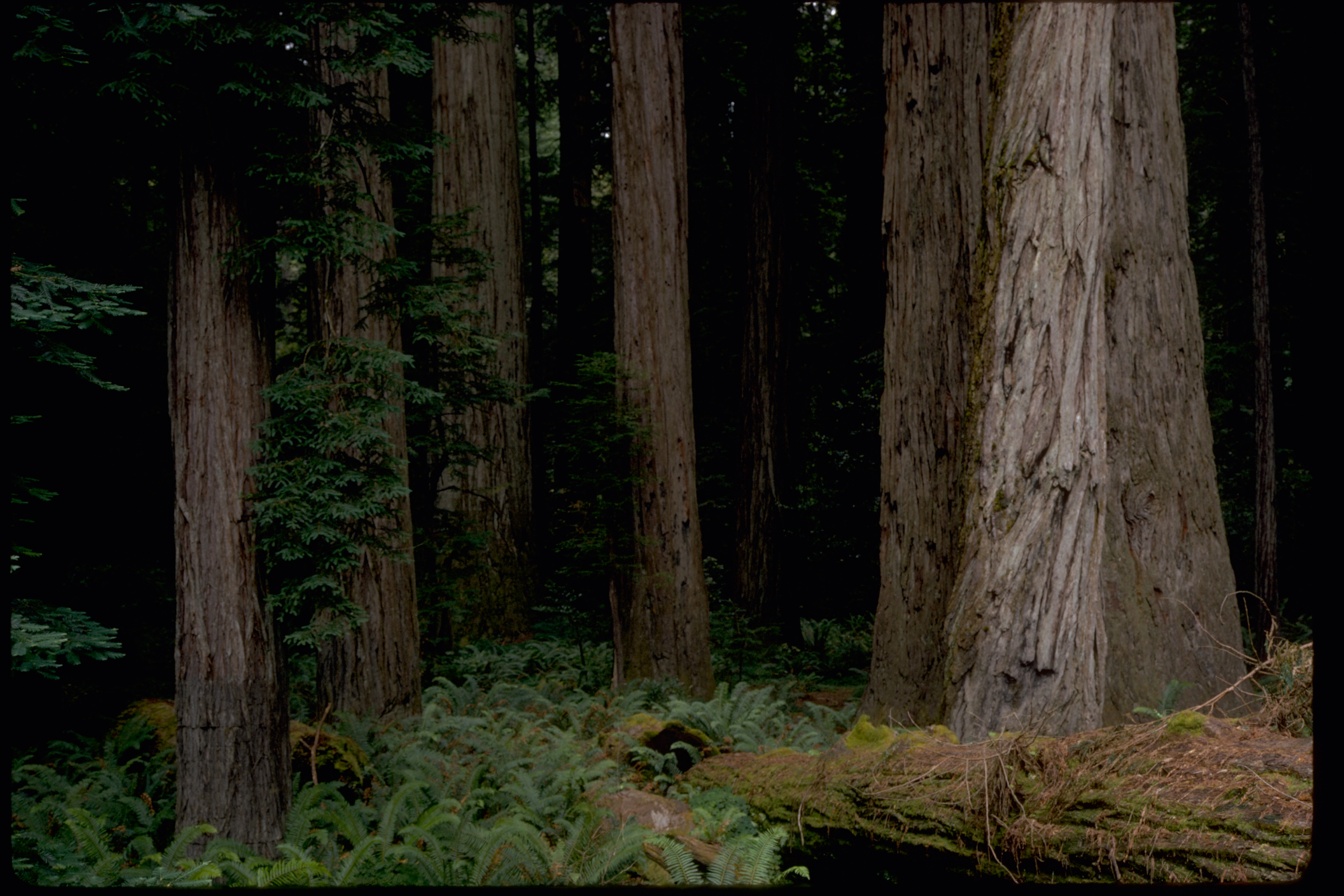
Au cœur de la forêt.

Le camping est très réglementé pour éviter toute fréquentation trop importante et pour permettre de donner accès à un maximum de personnes différentes. Le temps est ainsi limité à 5 nuits consécutives et 15 nuits par an au total. La présence d'ours impose l'utilisation de réserves de nourriture hermétiques et solides et les détritus doivent être repris par les visiteurs.
Il existe environ 320 km de sentiers à travers le parc bien que certains d'entre eux ne soient pas accessibles durant la saison des pluies lorsqu'ils traversent des rivières gonflées par les eaux. Les touristes doivent en outre prévoir un équipement adapté au temps pluvieux vu le climat humide de la région. Des randonnées à cheval ou en vélo tout terrain sont autorisées sur certains sentiers mais pas sur tous.
Le kayak est possible aussi bien sur les cours d'eau que le long de la côte pacifique. Le fleuve Smith, qui est le plus long cours d'eau non canalisé de Californie, est très apprécié par les adeptes de cette activité. Les pêcheurs profitent des saumons et des truites dans les cours d'eau Smith et Redwood Creek. Il est toutefois obligatoire de disposer d'un permis de pêche. Les tailles minimales, les périodes de pêche, les zones autorisées sont très règlementées. La chasse n'est pas autorisée dans le parc mais elle l'est sous certaines conditions dans les forêts nationales proches.
Les autres parcs et monuments nationaux dans la région sont Crater Lake (225 km), Oregon Caves (100 km), Lassen Volcanic (375 km), Lava Beds (400 km).

## Culture populaire
Grâce à ses paysages très particuliers, le parc a servi de décor à de nombreux films. Les scènes sur la Lune forestière d'Endor du film Star Wars Le Retour du Jedi (épisode 6) avec Harrison Ford, Mark Hamill et Carrie Fisher ont été tournées en 1982 dans la forêt de séquoias au nord du comté de Humboldt. Ce comté a également accueilli en 1952 le tournage du film la Vallée des géants, de Jennifer 8 en 1992, de Alerte ! en 1994, et de  Le Monde perdu: Jurassic Park en 1996. Le film E.T. l'extra-terrestre a quant à lui profité des décors des forêts de séquoias proches de Crescent City.
La chanson This Land Is Your Land, écrite par Woody Guthrie, évoque "the Redwood Forest" comme un des hauts lieux des États-Unis et de la culture américaine.

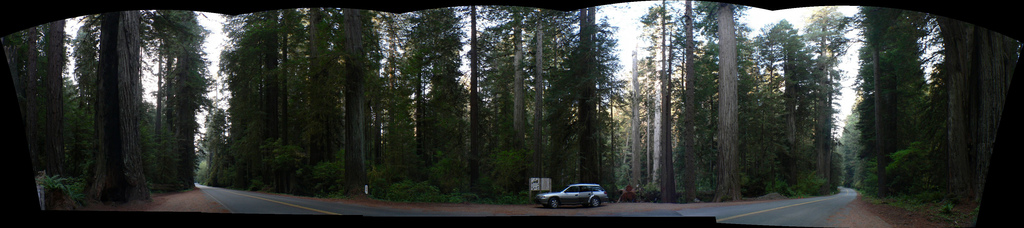
Panorama visible sur une route dans le parc.

### Filmographie
- The Redwoods, documentaire réalisé en 1967 et ayant remporté un Oscar.